# Ancient Morbidity
Ancient Morbidity è un EP del gruppo musicale Morbid, pubblicato nel 2010 dalla Nuclear War Now! Productions. 

## Tracce
Lato A
1. Tragic Dream / From the Dark – 7:16

Lato B
1. Wings of Funeral – 3:12
2. Necrodead (live) – 2:54

## Formazione
- Dead - voce, testi
- Zoran Jovanović - chitarra
- Napoleon Pukes - chitarra
- Dr. Schitz - basso
- Drutten - batteria